# Hedstroemia
Hedstroemia, rod zelenih algi u porodici Codiaceae, dio reda Bryopsidales. Jedina priznata vrsta je H. moldavica

## Vrste
1. Hedstroemia moldavica O. Dragastan

Neverificirane vrste:
- Hedstroemia aequalis Høeg
- Hedstroemia australis J.H.Johnson
- Hedstroemia bifilosa Rothpletz
- Hedstroemia corymbosa Pia
- Hedstroemia halimedoidea Rothpletz
- Hedstroemia nidarosiensis Høeg